# Des camions de tacos à chaque coin de rue
 (octobre 2024).
La mise en forme du texte ne suit pas les recommandations de Wikipédia : il faut le « wikifier ».
Les points d'amélioration suivants sont les cas les plus fréquents. Le détail des points à revoir est peut-être précisé sur la page de discussion.
- Les titres sont pré-formatés par le logiciel. Ils ne sont ni en capitales, ni en gras.
- Le texte ne doit pas être écrit en capitales (les noms de famille non plus), ni en gras, ni en italique, ni en « petit »…
- Le gras n'est utilisé que pour surligner le titre de l'article dans l'introduction, une seule fois.
- L'italique est rarement utilisé : mots en langue étrangère, titres d'œuvres, noms de bateaux, etc.
- Les citations ne sont pas en italique mais en corps de texte normal. Elles sont entourées par des guillemets français : « et ».
- Les listes à puces sont à éviter, des paragraphes rédigés étant largement préférés. Les tableaux sont à réserver à la présentation de données structurées (résultats, etc.).
- Les appels de note de bas de page (petits chiffres en exposant, introduits par l'outil «  Source ») sont à placer entre la fin de phrase et le point final[comme ça].
- Les liens internes (vers d'autres articles de Wikipédia) sont à choisir avec parcimonie. Créez des liens vers des articles approfondissant le sujet. Les termes génériques sans rapport avec le sujet sont à éviter, ainsi que les répétitions de liens vers un même terme.
- Les liens externes sont à placer uniquement dans une section « Liens externes », à la fin de l'article. Ces liens sont à choisir avec parcimonie suivant les règles définies. Si un lien sert de source à l'article, son insertion dans le texte est à faire par les notes de bas de page.
- La présentation des références doit suivre les conventions bibliographiques. Il est recommandé d'utiliser les modèles {{Ouvrage}}, {{Chapitre}}, {{Article}}, {{Lien web}} et/ou {{Bibliographie}}. Le mode d'édition visuel peut mettre en forme automatiquement les références.
- Insérer une infobox (cadre d'informations à droite) n'est pas obligatoire pour parachever la mise en page.

Pour une aide détaillée, merci de consulter Aide:Wikification.
Si vous pensez que ces points ont été résolus, vous pouvez retirer ce bandeau et améliorer la mise en forme d'un autre article.

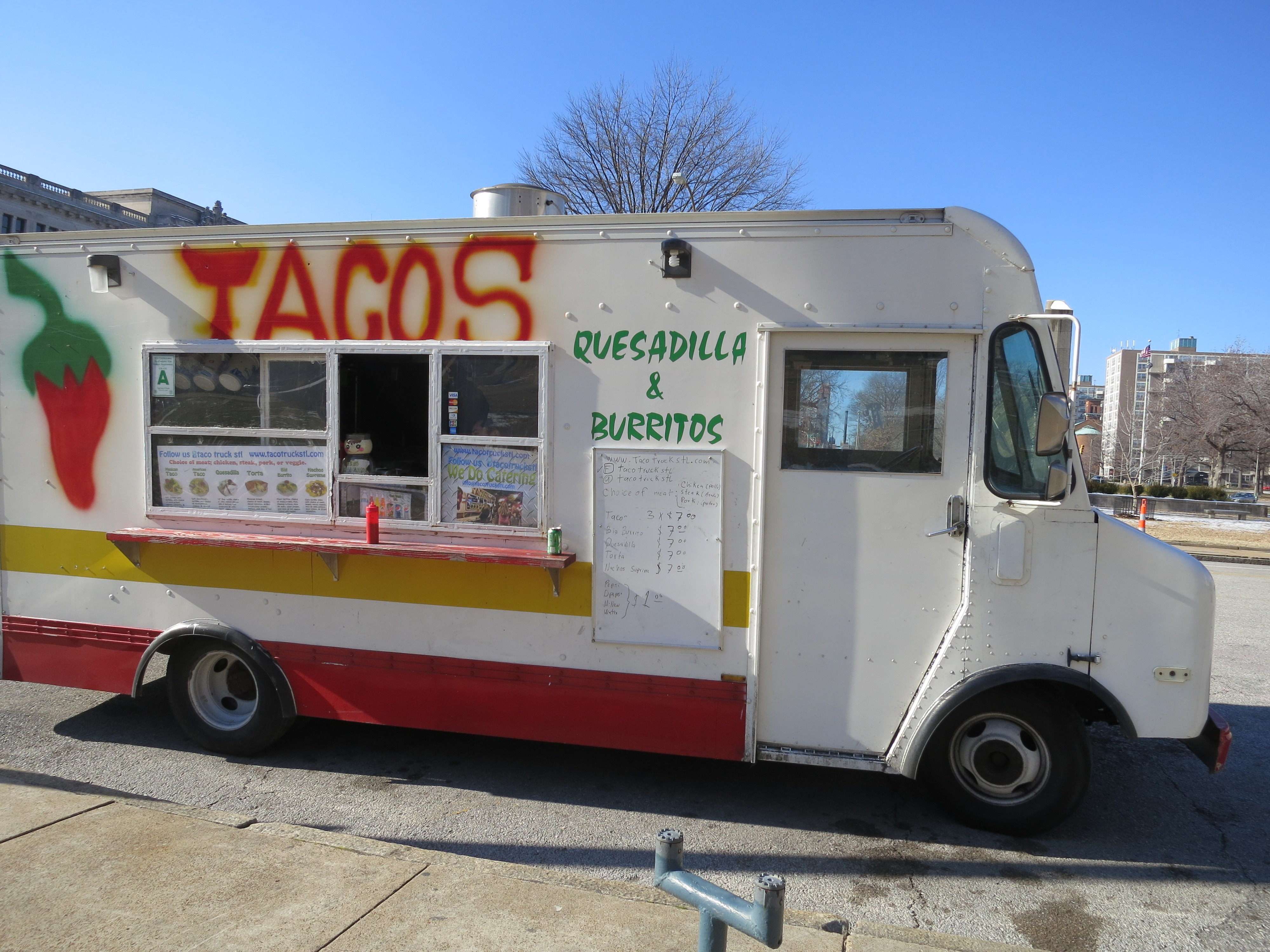
Un camions à tacos dans le centre-ville de Saint-Louis, dans le Missouri.

L'expression « Taco trucks on every corner » — en français : « des camions de tacos à chaque coin de rue » — est utilisée par l'activiste américain Marco Gutierrez, cofondateur de Latinos for Trump, le 1er septembre 2016 et fait l'objet d'une attention généralisée lors de l'élection présidentielle cette année-là. Lors d'une interview avec MSNBC, Gutierrez déclare au sujet de l'émigration du Mexique : « ma culture est une culture très dominante, une culture qui s'impose et qui cause des problèmes. Si vous ne faites rien, vous aurez des camions de tacos à tous les coins de rue. »
Ses remarques suscitent des sarcasmes et des critiques, beaucoup se moquent de la déclaration sur les médias sociaux et font du hashtag #TacosOnEveryCorner l'un des sujets tendance sur Twitter. D'autres expriment leur inquiétude au sujet de ses remarques, affirmant qu'il s'agit d'un « langage codé que les politiciens et les experts utilisent pour s’en tirer avec des messages explicitement racistes, allant du crime à l’immigration et au terrorisme ». Les camions de tacos sont utilisés comme kiosques d’inscription des électeurs à Houston, au Texas, et une campagne nationale Guac the Vote est lancée. NPR écrit que les camions à tacos « traversent désormais les mondes du symbole politique et du même Internet ».

## Origine
La phrase est lancée par l'activiste hispano-américain Marco Gutierrez, cofondateur du groupe Latinos for Trump, durant une interview avec l'animatrice de MSNBC Joy Reid le 1er septembre 2016 au sujet de la campagne présidentielle de Donald Trump en 2016. Cette expression est utilisée dans le contexte d'une mise en garde contre la « domination » de la culture mexicaine, soulignant la position de Gutierrez selon laquelle l'émigration du Mexique devrait être réglementée plus étroitement . Dans une interview accordée à Deutsche Welle le 8 septembre 2016, Gutierrez explique : « Si vous ne réglementez pas l'immigration, si vous ne structurez pas nos communautés, nous allons faire ce que nous voulons. Nous allons prendre le contrôle. C'est ce que j'essaie de dire et je crois que ce qui se passe avec ma culture, c'est qu'elle s'impose à la culture américaine et les deux cultures réagissent. » 

## Réactions
- Les réactions en ligne affluent immédiatement après l'interview [6],[7],[8],[9]. Associated Press décrit la réaction en ligne comme un «  assaut des réseaux sociaux »[6]. Le 3 septembre 2016, le hashtag #TacoTrucksOnEveryCorner figure en tête des tendances sur Twitter[10].
- Une campagne d'inscription des électeurs dans un camion de tacos à Houston entraîne une augmentation spectaculaire de l’inscription des électeurs dans la ville. Le Houston Chronicle [11]  rapporte que l'effort «… Est une tendance qui incite le greffier du comté de Harris, Stan Stanart, à convoquer une conférence de presse mercredi, à quelques pâtés de maisons du camion Tacos Tierra Caliente, pour encourager les gens à voter tôt et à éviter les foules. » Le Houston Chronicle [12] rapporte ensuite que « à la clôture des inscriptions, la liste des électeurs du comté de Harris  augmente de plus de 6 % depuis 2014, soit la plus forte augmentation depuis 16 ans. Plus de 323 890 nouveaux noms sont ajoutés. » [13] L'initiative est largement couverte par les médias locaux, nationaux et internationaux[14],[15],[16],[17].
- La Chambre de commerce hispanique des États-Unis lance une campagne Guac the Vote visant à utiliser des camions à tacos pour inscrire les électeurs et se présenter aux bureaux de vote le jour de l'élection. Le nom de la campagne fait référence au guacamole [note 2] [19],[20],[21],[22],[23],[24].
- Gustavo Arellano et d'autres lancent le parti politique satirique Taco Truck Party. Le magazine LA Weekly cite Arellano qui déclare : « C'est parfait que l'élection se résume à cette question binaire nécessaire : voulez-vous des tacos ou pas de tacos ? » [25],[26],[27]
- Beaucoup de propriétaires de camions à tacos profitent de l’opportunité pour critiquer et protester contre Trump. Nancy Paz, propriétaire du camion de tacos Tacos El Caballo de Détroit, gare son camion en face d'un rassemblement de Trump deux jours après les propos de ce dernier[28]. Pendant ce temps, Osiris Hoil, propriétaire du restaurant mexicain District Taco dans la région du Washington, accueille l'idée de camions à tacos à tous les coins de rue, répondant d'un simple « Pourquoi pas ? » Hoil fonde District Taco sous la forme d'un camion-restaurant à Rosslyn, en Virginie, avant d'ouvrir finalement plusieurs restaurants en dur dans la région du Washington[29].

### Réactions de personnalités politiques
- Durant une conférence téléphonique avec des étudiants d'université le 8 septembre 2016, Hillary Clinton déclare : « Et au cas où vous vous poseriez la question, j'adorerais qu'il y ait des camions de tacos à tous les coins de rue ! » [30]
- Durant une visite à Los Angeles le 9 septembre 2016, l'ancien président du Mexique Vicente Fox visite un camion de tacos alors qu'il est interviewé pour l'émission de radio El Show de Piolín et déclare : « Los tacos feront la grandeur de l'Amérique, pas l'autre mec »[31],[32],[33].
- Le 13 septembre 2016, le site d'information Vox cite le porte-parole de la campagne de Donald Trump, Jon Cordova, qui déclare : « Marco Gutierrez n'est PAS un substitut de la campagne de Donald Trump et ne représente que ses propres points de vue, pas la position de la campagne. » [34],[35]
- Le 15 septembre 2016, à l'institut du Congressional Hispanic Caucus, Hillary Clinton déclare : « Au fait, je crois personnellement qu'un camion à tacos à chaque coin de rue semble absolument délicieux » dans le cadre de son discours[36].

### Réactions locales
- Le Parti démocrate du Colorado utilise un camion de tacos garé devant le siège de campagne de Donald Trump à Denver pour inscrire des électeurs[37],[38]. Le 7 septembre 2016, le camion est vandalisé[39],[40].
- À Détroit, la campagne d'Hillary Clinton annonce un événement d'inscription des électeurs « Voter Registration on Every Corner - Southwest Taco Trucks Edition » impliquant huit camions à tacos pour le 16 septembre 2016[41],[42],[43].
- À Houston, la société de communication Rigsby Hull et Mi Familia Vota organisent une campagne d'inscription des électeurs de deux semaines, faisant appel à des camions de tacos dans toute la ville comme centres de distribution de cartes d'inscription des électeurs et de guides d'information bilingues. La campagne commence le 27 septembre 2016, Journée nationale d’inscription des électeurs, et se poursuit jusqu’au 11 octobre 2016[44],[45].
- Les camions à tacos sont utilisés lors d'événements politiques en Arizona [46] et à Détroit [47],[48],[49],[50].

### Appropriations dans la culture populaire
- Les ventes de la chanson I Love You More Than Tacos du groupe de musique latine Carne Cruda augmentent. La chanson évoque « l'amour d'un homme si profond qu'il donnerait ses tacos et ses burritos à quelqu'un d'autre »[51]. Univision rapporte que la chanson « est devenue une sorte d'hymne à la suite de la controverse #TacoTruckOnEveryCorner »[51].
- Le 21 octobre 2016, la chanteuse et actrice de comédie musicale américaine Leslie Kritzer sort une chanson satirique intitulée Taco Truck Invasion[52]. Entertainment Weekly écrit que « Kritzer combat la déclaration désobligeante faite par Gutierrez, qui a également fondé Latinos for Trump, avec humour en incarnant son alter ego Riff-Tina, dansant dans les rues avec un camion à tacos à ses côtés »[53].

## Vote
Dans une enquête menée le 3 septembre 2016 auprès de 1 898 adultes américains, le cabinet d'études de marché YouGov indique que 58 % d'entre eux se déclareraient heureux « s'il y avait un camion de tacos à leur coin de rue ».
Dans un sondage d'opinion réalisé en Floride du 4 au 6 septembre 2016 auprès de 744 électeurs potentiels, l'entreprise de sondage Politiques publiques indique que « les tacos et les camions à tacos sont assez populaires parmi les électeurs qui ont un avis à leur sujet » . L'entreprise indique que les tacos suscitaient des opinions favorables en hausse de 36 % et les camions à tacos des opinions favorables en hausse de 30 %, avec un « clivage assez important entre les partis sur la "question" des camions à tacos ».